# Episodi di Pepper Anderson - Agente speciale (seconda stagione)
Questa voce contiene trame, dettagli e crediti dei registi e degli sceneggiatori della seconda stagione della serie televisiva Pepper Anderson - Agente speciale.
Negli Stati Uniti, la stagione andò in onda sulla NBC dal 12 settembre 1975 al 9 marzo 1976, posizionandosi al 30º posto nei rating Nielsen di fine anno con il 20,2% di penetrazione e con una media superiore ai 14 milioni di spettatori.
In Italia, Rai 1  trasmise in prima visione solo 5 episodi della stagione nel 1979, mescolandoli a 6 episodi della prima stagione.
| nº | Titolo originale                | Titolo italiano             | Prima TV USA      | Prima TV Italia |
| -- | ------------------------------- | --------------------------- | ----------------- | --------------- |
| 1  | Pawns of Power                  | Il re non muore             | 12 settembre 1975 | 4 luglio 1979   |
| 2  | The Score                       | Alta tensione               | 19 settembre 1975 | 11 luglio 1979  |
| 3  | Paradise Mall                   | Parco Paradiso              | 26 settembre 1975 |                 |
| 4  | Pattern for Evil                | Contratti di moda           | 3 ottobre 1975    | 30 maggio 1979  |
| 5  | The Chasers                     | I samaritani                | 10 ottobre 1975   | 16 maggio 1979  |
| 6  | Cold Wind                       | Vento freddo                | 17 ottobre 1975   |                 |
| 7  | Above and Beyond                | Da venerdì a domenica       | 31 ottobre 1975   | 18 luglio 1979  |
| 8  | Farewell, Mary Jane             | Addio, Mary Jane            | 4 novembre 1975   |                 |
| 9  | Blaze of Glory                  | Fiamme di gloria            | 11 novembre 1975  |                 |
| 10 | Glitter with a Bullet           | Dietro a un disco d'oro     | 18 novembre 1975  |                 |
| 11 | The Purge                       | Sospeso dal servizio        | 25 novembre 1975  |                 |
| 12 | Don't Feed the Pigeons          |                             | 2 dicembre 1975   |                 |
| 13 | The Hit                         |                             | 9 dicembre 1975   |                 |
| 14 | Silence                         | Silenzio                    | 16 dicembre 1975  |                 |
| 15 | Incident Near a Black and White |                             | 23 dicembre 1975  |                 |
| 16 | The Melting Point of Ice        |                             | 6 gennaio 1976    |                 |
| 17 | The Pawn Shop                   | Agenzia dei pegni           | 20 gennaio 1976   |                 |
| 18 | Angela                          | Angela                      | 27 gennaio 1976   |                 |
| 19 | Wednesdays Child                | Una giornata tutta mia      | 3 febbraio 1976   |                 |
| 20 | Generation of Evil              | La generazione malvagia     | 10 febbraio 1976  |                 |
| 21 | Double Image                    | Doppia immagine             | 17 febbraio 1976  |                 |
| 22 | Mother Love                     | Amore di madre              | 24 febbraio 1976  |                 |
| 23 | Task Force: Cop Killer (Part 1) | Squadra speciale (Parte I)  | 2 marzo 1976      |                 |
| 24 | Task Force: Cop Killer (Part 2) | Squadra speciale (Parte II) | 9 marzo 1976      |                 |

## Il re non muore
- Titolo originale: Pawns of Power
- Diretto da: Barry Shear
- Scritto da: Stephen Downing

### Trama
Pepper è sotto copertura in una bisca clandestina mobile che viaggia su camion di proprietà del signor Eddie Diamond. Due uomini, Henry Butler e Sam Kaplan, vengono fatti scendere dal tir e condotti in un magazzino davanti all'anziano boss Masseria. Il mafioso è convinto che Kaplan sia una spia per il dipartimento di stato, impegnato in alcune indagini su un giro di dollari e documenti falsi. Ed infatti Henry Butler è il falsario di cui Diamond e Masseria si servono. Kaplan viene fatto fuori. Il camion su cui viaggia Pepper viene fermato dalla squadra di Crowley: vengono tutti arrestati con l'accusa di gioco d'azzardo. L'operazione scatena le ire di Alexander Moulton, capo del dipartimento di stato, il quale chiede spiegazioni alla polizia. Stava infatti indagando sulla Diamond Autotrasporti, ma Crowley ha fatto saltare tutto. Inoltre il loro uomo è stato ritrovato morto. Ora Moulton vuole servirsi di Pepper, già conosciuta da Diamond, per portare a termine il suo lavoro ed incastrare così in modo definitivo Masseria. In prigione Pepper ritrova una sua vecchia amica, Teresa Collins, e viene coinvolta in una rissa con le altre detenute. L'organizzazione di Diamond paga una cauzione per farla uscire e offre a Pepper un nuovo lavoro, soddisfatta del fatto che la donna abbia tenuto la bocca chiusa. Moulton informa la polizia che la famiglia mafiosa dei Masseria è coinvolta in diverse attività criminali ed è in corso un avvicendamento ai suoi vertici: il vecchio boss sta per essere sostituito da Diamond, inviato appositamente in città. Con la complicità di Crowley, Moulton decide di utilizzare anche Teresa, l'amica di Pepper, in prigione con l'accusa di prostituzione e bisognosa di quattrini. Pepper non la prende bene ed accusa senza troppi giri di parole anche Crowley: “Dovresti vergognarti!” Diamond incarica Pepper di portare un'auto a San Francisco per poi tornare in aereo. Pepper accetta ma non riesce ad avvisare Crowley. Parte e viene seguita da un'auto guidata da un uomo di Diamond. Ad un incrocio passa con il rosso per farsi fermare da un agente della stradale e potergli così lasciare il messaggio da consegnare a Crolwey, quindi esegue la missione come richiesto. Interrogata brutalmente da Masseria che le chiede spiegazioni circa l'infrazione stradale, Pepper si giustifica con la paura. Masseria poi controlla e constata che l'operazione a San Francisco è andata a buon fine. Di Pepper ci si può ancora fidare. Crowley scopre che Moulton è in lizza per una promozione e tiene di continuo informato il governatore sull'andamento delle indagini: per raggiungere il suo obiettivo è anche disposto a sacrificare qualche pedina secondaria. Pepper, sempre sotto copertura, sente una dritta circa un carico in arrivo da San Diego e telefona a Teresa: il telefono però è sotto controllo. Masseria fa prelevare Teresa e la obbliga a parlare, picchiandola brutalmente. Ora la copertura di Pepper è saltata. Anche l'agente viene presa e condotta alla casa di Masseria dove, legata, viene lasciata in cantina con Teresa. Crowley riceve da un informatore la notizia che un camion della Diamond si è mosso fuori orario. Riesce a seguirlo e viene così condotto al laboratorio dove si producono i dollari falsi, proprio presso l'abitazione di Masseria. Il boss, avvisato per telefono, capisce di essere al capolinea. Chiude fuori dalla casa Diamond che viene ucciso da Crowley e poi si consegna alla polizia, rivelando dove sono nascoste Pepper e Teresa. In centrale Pepper scrive furibonda la sua lettera di dimissioni e ritira le sue cose. Prima però scrive dimissioni con una sola “S”, poi dimentica la firma. Crolwey cerca di farla ragionare, ma Pepper è estremamente delusa dalla “filosofia del risultato” che caratterizza il modo di agire della polizia. Crowley per calmarla la invita a pranzo promettendole del buon vino d'annata come bevanda. Pepper ritrova il sorriso ed accetta così che le sue dimissioni finiscono nel cestino.

## Alta tensione
- Titolo originale: The Score
- Diretto da: Barry Crane
- Scritto da: Gabe Essoe

### Trama
Due ragazzi vengono trovati morti per overdose. Già altri cinque giovani sono stati trovati defunti nelle medesime condizioni. Una nuova droga pesante è in circolazione e continua a seminare vittime: occorre scoprire dove viene prodotta. Pepper va da Roger, coinquilino di una delle vittime, ma non riesce ad ottenere informazioni utili. Nel frattempo Marty Bowen e Johnny "Sticker" Hughes, i due giovani produttori della droga, al servizio di Ralph Brooks, sono alle prese con la crisi di coscienza di Lara Williams, ragazza di Marty e sempre più disperata per il fatto che la loro droga abbia ucciso quei ragazzi. Lara è terrorizzata e teme di essere arrestata: Marty tenta di tranquillizzarla. Quando però sta per fare la consegna della merce a Brooks, Lara vede un camion con la scritta “La droga uccide” e scappa via con la roba. Ralph chiama infuriato Marty chiedendo spiegazioni: ha un’importante consegna e non ha ricevuto la droga. Lara chiama la sorella Betty a San Francisco: Betty però è molto fredda e distante. Già in passato aveva cercato di aiutarla, invitandola ad abbandonare quelle compagnie pericolose, ora non può fare più nulla e attacca il telefono, senza ascoltare le suppliche di aiuto di Lara. La polizia scopre che dai depositi chimici della Glassers sono scomparsi diversi prodotti. Il farmacista Robert Allen è il contatto che fornisce i carichi. Brooks chiede ed ottiene dal suo cliente, Tony Scilio, altre 24 ore per la consegna. Un pacco di droga viene fatto recapitare alla squadra narcotici: è Lara che lo ha spedito. Si cerca di risalire all’ufficio postale da cui è avvenuto l’invio per fare un identikit della persona che l’ha effettuato. Scilio si presenta per ritirare la roba: salito su un camioncino, dopo aver consegnato la valigia con i soldi, fa appena in tempo ad accorgersi che la droga non è quella concordata che viene accoltellato alla schiena e lasciato morire. Anche Lara si uccide nella vasca da bagno. Nella sua stanza di motel si trovano tracce della stessa droga fatta recapitare alla narcotici. Con parrucca castana e riccia, Pepper diventa Rusty e con l’aiuto del suo informatore Hooper acquista dallo spacciatore Astro della droga che pare di ottima qualità: “Fa' dei bei voli bimba, e buon atterraggio!” commenta infatti ironico Astro che subito dopo viene arrestato. Sulla sua auto si trovano grossi quantitativi di droga. Interrogato in centrale, Astro fa il nome di Ralph, gestore di un bar. Betty Williams viene convocata per riconoscere il cadavere di Lara: dice a Crowley che aveva ricevuto una telefonata della sorella, ma si era rifiutata di aiutarla. Entrambe orfane di madre, erano state abbandonate dal padre giovanissime. Si scopre che Ralph Brooks è proprietario di un bar dove lavorava anche Lara. Betty fa inoltre i nomi di Marty e Sticker, i due amici che la sorella frequentava. Pepper propone a Crowley di fingersi la sorella di Lara, dal momento che Betty dice di non essere mai stata vista né da Ralph né tanto meno da Marty e Sticker. Si presenta da Brooks come Betty e gli dice di conoscere il loro “piccolo commercio”, proponendo di entrare nel giro. Conquista subito Brooks rivelandosi un’esperta del ramo e criticando le modalità di produzione dei suoi uomini. E per confermare la sua buona fede, gli dice dove è depositata la droga che Lara doveva consegnare. A sua volta Brooks afferma di aspettare una grossa consegna. Ed infatti, attraverso il camion della nettezza urbana, dai laboratori della Glassers partono grossi pacchi contenenti prodotti chimici per la produzione della droga. Pepper e Brooks vanno a ritirare la droga, sempre tenuti sotto controllo da Crowley. Ad un incrocio, la polizia li perde di vista, ma Pepper facendo riferimento ai tralicci dell’alta tensione, riesce a farsi nuovamente riprendere. Arrivano al laboratorio dove li attendono Marty e Sticker. Marty ha visto la sorella di Lara su una foto e capisce subito che Pepper non è chi dice di essere. Intervengono Crowley e la sua squadra: Sticker prende Pepper e la porta nel laboratorio, Marty e Brooks tentano di opporsi ma devono ben presto arrendersi. Crowley invita a non sparare perché il laboratorio potrebbe esplodere: Pepper riesce comunque a saltare fuori da una finestra: Sticker cerca di colpirla ma fa esplodere il laboratorio. Crowley disperato cerca il suo agente, poi una donna alle sue spalle gli chiede: “Scusi sa dirmi l'ora?” E' Pepper sorridente. “Non farmi più uno scherzo del genere!” le dice Crowley mentre l'abbraccia. “E piantala di palpeggiarmi solo perché ho le mani legate!” replica divertita Pepper.

## Parco Paradiso
- Titolo originale: Paradise Mall
- Diretto da: Alvin Ganzer
- Scritto da: Frank Telford

### Trama
Il corpo di una ragazza viene trovato senza vita sulla spiaggia. Era commessa in una boutique del Parco Paradiso, testimone di un caso su cui stava lavorando la squadra di Crowley. Sul capo porta un velo da sposa. La ragazza è stata violentata e pugnalata. Non è la prima vittima uccisa nelle medesime circostanze. Il killer è forse uno psicopatico dalla condotta imprevedibile. Crowley si reca al negozio in cui sono stati appena rubati 6 veli da sposa ma non riesce ad ottenere informazioni utili. Royster e Styles ricevono la segnalazione di un probabile sequestro di una ragazza che subito dopo viene trovata uccisa nel bosco vicino. Il detective Tom Foley, impegnato nelle indagini ed ex collega di Pepper alla narcotici, chiama la moglie Ellen al telefono avvisandola che non possono trascorrere insieme nemmeno la sera del loro anniversario: è troppo impegnato con il lavoro. La donna decide di organizzarsi con l'amica per andare al cinema. Crowley presenta ai suoi uomini il profilo psicologico del killer: giovane sui venti anni, scapolo, con ogni probabilità reduce da una delusione sentimentale. Pepper avvisa Tom che è stata trovata abbandonata l'auto della moglie: anche lei probabilmente è stata vittima del killer. Dalle indagini si scopre che Ellen aveva una relazione da diverso tempo con il signor Shirer con cui si trovava sempre nello stesso motel. L'uomo viene interrogato ma appare fin da subito chiaro che non è coinvolto nella morte della donna. Pepper comunica a Tom che Crowley ora vuole che stia fuori dalle indagini essendo troppo coinvolto emotivamente. Al bar che erano soliti frequentare quando lavoravano insieme, Pepper cerca di consolarlo ma Tom si assume tutta la responsabilità per aver troppo trascurato la moglie. In centrale si presenta una ragazza, Elsa Mayers, che vuole parlare solo con Pepper. L'ha vista in televisione quando, interrogata dopo l'ennesimo omicidio, invitava le ragazze a stare attente. Elsa dice a Pepper che è perseguitata da un ragazzo che minaccia di ucciderla. Si fa chiamare principe azzurro, lo conosce da un mese e si era presentato a lei con una licenza di matrimonio per andare a sposarsi a San Diego, ma lei aveva rifiutato. Ne fa un identikit che arriva anche sulla scrivania di Foley. L'uomo decide di proseguire le indagini da solo. In un bar della zona conosce un certo Gordy che tampina una giovane ragazza bionda. Chiede informazioni al barista Ed Krohl il quale gli risponde che non guarda le ragazze perché “sono tutte battone”. Un nuovo omicidio viene commesso. Foley va a casa di Gordy che però riesce a scappare. Viene fermato al luna park da Royster e Styles e messo a confronto con Elsa che però non lo riconosce. Crowley rimprovera Tom per non essere rimasto fuori dalle indagini. Dalla lista dei nomi di chi ha chiesto una licenza di matrimonio negli ultimi tempi, Foley, grazie anche alla collaborazione di Gordy, arriva al barista Krohl. Il ragazzo però ora ha avvistato Pepper ed è nascosto nella sua auto. Pepper, sotto la minaccia del suo coltello, esce di strada. Ed scappa e viene inseguito da Foley, nel frattempo sopraggiunto. Alla spiaggia i due si affrontano. Foley viene aggredito e ferito con il coltellino alla schiena ma riesce ad uccidere il killer. In ospedale Pepper lo ringrazia per averla soccorsa. La sera successiva Gordy si reca in centrale e fa presente a Pepper che non tornano i conti tra i veli da sposa rubati e le vittime del killer. Pepper si insospettisce. Scopre così che Foley sapeva della relazione della moglie e spiava il motel in cui si ritrovava con l'amante dal bar. La moglie di Tom non è stata vittima del killer, ma è stata uccisa dal marito. Si reca da Tom e il poliziotto, messo alle strette, confessa. Infastidito ed irritato dalla sfacciataggine della moglie che non lo riteneva un buon marito ed esaltava al suo confronto l'amante, quella sera l'aveva colpita troppo forte e la donna era morta. Aveva poi ucciso il killer perché non parlasse. Le chiede di coprirlo ma Pepper rifiuta. Si reca quindi nella sua stanza per cambiarsi prima di consegnarsi alla polizia. Arriva anche Crowley a cui Pepper racconta la verità. Appena la donna le dice che Tom è andato nella sua stanza, Crowley le chiede se ha preso la sua pistola. La camera di Tom infatti è chiusa a chiave dall'interno. Crowley sfonda la porta: Tom è seduto sconsolato sul letto con la pistola in mano davanti ad una foto delle sue nozze.

## Don't Feed the Pigeons
- Diretto da: Herschel Daugherty
- Scritto da: John W. Block

### Trama
Mrs Klein, un'anziana signora derubata di tutto il suo denaro e visibilmente scossa, fa con fatica l'identikit del ladro alla polizia. In banca le sono rimasti poco più di 60 dollari: “Non ci puoi nemmeno comprare una cassa da morto!” è il duro commento di Pepper che si sfoga con Bill per i reati di cui gli anziani sono ripetutamente vittime, senza che la polizia possa fare qualcosa. Bill cerca di riportarla alla realtà: “Se ci lasciamo coinvolgere ogni volta che arriva una donna che ha perso il conto in banca, diventeremo matti!” Un'altra anziana donna viene trovata uccisa nel suo appartamento. È stata trovata grazie alla chiamata della vicina di casa, Mrs Raye. Quando Pepper le chiede se i figli della vittima sono stati avvisati, la signora le risponde con amarezza: “Le persone della nostra età non hanno figli. Tutta la vita per crescerli e dopo diventano perfetti estranei.” Pepper comunque riesce a prendere contatto con la figlia della donna uccisa. A lei rivela che con le signore anziane, per derubarle di tutti i loro risparmi, viene usata dai criminali la tecnica nota come il tiro al piccione che Pepper mette in scena con la collaborazione di Pete e Joe. Grazie ad un informatore della polizia, Otto Otterman, vecchio marpione nel campo delle truffe ora ridotto a fare il finto reverendo in spettacoli religiosi di quart'ordine per pochi disperati, risalgono ad un certo Benny Bates che gira in città con due fascinose donne, una bianca Reyne, e una di colore, Dee. Dopo l'ennesimo tentativo di truffa fatto sotto i suoi occhi, Pepper le avvicina facendo finta di essere del ramo e di avere molta più esperienza di loro. Conosce così Benny e gli propone di lavorare insieme: “Non dovresti nemmeno spendere soldi per gli annunci economici!” Dee continua a non fidarsi di Pepper che però la zittisce: “Hai un'enorme quantità di cose da imparare e puoi anche iniziare subito. Devi raffinarti in modo da essere così leggera da scivolare come seta sulla pelle nuda.” Pepper decide comunque di mettere alla prova Benny, già visibilmente sedotto dalla poliziotta: “Io so quanto valgo, so cosa ho da offrire e non voglio certo mettermi con qualcuno che borseggia le vecchiette!” Si mettono in cerca di una vittima davvero speciale. Crowley si rivolge nuovamente a Otto e decide di chiedere la collaborazione di Clara, ex pregiudicata: preparano il piano ma la donna non è particolarmente brillante. “E' stata dall'altra parte così tanto che è come chiedere agli indiani di fare i cowboys!” commenta sconsolato Crowley, ma anche Clara si rende conto della difficoltà perché “ci si sente strani ad essere il bersaglio anziché il tiratore scelto.” Pepper rinfaccia a Bates e a Dee di essere dei dilettanti. Crowley decide di rivolgersi a Mrs Raye che si mostra ben felice di collaborare e rivela un talento sorprendente nel lavorare sotto copertura. Pepper con Dee tenta dunque un nuovo colpo proprio ai danni di Mrs Raye: fanno finta di truffarla, poi però Pepper fa presente a Dee che vuole uscire dal giro e se ne va via con tutti i soldi. Benny, avvisato, la raggiunge. Nell'inseguimento Pepper si scontra con un'auto. Benny le ruba la borsetta con il denaro dentro. Crowley è nelle vicinanze: insegue Bates che, nella corsa, precipita da un balcone. Viene così recuperata tutta la refurtiva. Crowley riferisce a Pepper che anche Mrs Klein avrà indietro i suoi soldi, ma la collega puntualizza: “Avrà molto di più indietro: riavrà la sua indipendenza. E questo è un regalo che non dobbiamo trascurare.”